# Rainer Predl
Rainer Predl (* 15. Jänner 1990 in Hainburg an der Donau) ist ein österreichischer Ultraläufer.

## Leben
Predl wuchs in der Marktgemeinde Lassee im östlichsten Teil Niederösterreichs auf und begann als Jugendlicher mit dem Laufsport. Mit 16 Jahren erlebte er auf der Heimfahrt mit dem Zug nach Lassee einen Unfall, bei dem ein Auto erfasst wurde; ein Mädchen und dessen Onkel starben, der Vater überlebte schwer verletzt. Als einer der Ersthelfer fand er im Laufen eine Möglichkeit, das Erlebte zu verarbeiten, was seine Leidenschaft für den Sport noch verstärkte. Zumeist betätigt sich Predl zugunsten karitativer Zwecke des Langstreckenlaufsports und ist jahrelanger Botschafter des Kinderhospiz Sterntalerhof aus Loipersdorf-Kitzladen.
Neben vielen kleineren Volksläufen lief er 2008 im Wiener Prater seinen ersten 100-km-Lauf – mit der 8:02:25 Stunden Laufzeit erzielte er als jüngster Ultraläufer den ersten Platz.
In der Gemeinde Lassee organisierte im Jahr 2012 er einen 6-Stunden-Benefizlauf zugunsten schwerkranker Kinder, der seitdem jährlich stattfindet. Dabei konnten im ersten Jahr 8000 Euro überreicht werden. Im Jahr 2014 gewann er den Sahara-Marathon in Algerien; bei einem 70-Kilometer-Marathon im Dschungel von Vietnam wurde er Dritter.
Größere Projekte sind der 1000-km-Laufbandlauf, der Badwater Ultramarathon in der Mojave-Wüste sowie eine gelaufene Weltumrundung. Nach einem schweren Trainingssturz mit Kniescheibenbruch 2015 musste er ein halbes Jahr pausieren. 2016 erreichte er den Österreichischen Staatsmeistertitel im 100-km-Straßenlauf sowie eine neue persönliche Bestleistung im 48-Stunden-Einzellauf mit 326 km. Ein Bandscheibenvorfall zwang ihn 2017 zu einer weiteren Laufpause.
2019 wollte Predl 14 Tage nahezu rund um die Uhr auf einem Laufband absolvieren. Nach 400 km musste Predl aufgrund einer Blutvergiftung den Weltrekordversuch abbrechen.
Im Jahr 2021 wurde er vom Österreichischen Leichtathletik-Verband (ÖLV) offiziell in das Kaderteam für den Bereich „Ultralauf“ aufgenommen.
Der für seine „Crazy Projects“ bekannte Predl, die er meist einmal jährlich umsetzt, absolvierte unter anderem einen zwölfstündigen Einsatz auf einer Rennradrolle in einer Riesenradgondel, lief 70 Kilometer um seinen Küchentisch bzw. 100 Kilometer am Donauturm und verbrachte 30 Tage auf einem Laufband, wobei er mit 2340,146 Kilometern den Weltrekord im 720‑Stunden-Lauf aufstellte. Im März 2025 absolvierte er am Erzberg einen Marathon auf zwei Muldenkippern, die mit ihren Ladeflächen aneinander gestellt waren. Zwei Monate später umrundete er den Leuchtturm Podersdorf 3516 Mal und benötigte hierfür fünf Stunden, 37 Minuten und 29 Sekunden.
Er ist semiprofessionell tätig und arbeitet nebenbei 15 bis 20 Stunden in der Woche als Laufberater. Davor war er lange Zeit bei Intersport beschäftigt. Seit 2025 lebt Predl bei seiner Freundin in Frankfurt am Main und ist dort für seinen Laufschuhausrüster Joe Nimble tätig.

## Persönliche Bestleistungen
(Stand: 15. Mai 2025)
- 32:44 (10 km)
- 1:12:26 (Halbmarathon)
- 2:39:56 (Marathon)
- 3:15:47 (50 km)
- 7:08:12 (100 km)
- 85,517 km (Sechs-Stunden-Lauf)
- 151,23 km (Zwölf-Stunden-Lauf)
- 219,88 km (24-Stunden-Lauf)
- 330,64 km (48-Stunden-Lauf)
- 454,1 km (72-Stunden-Lauf)
- 663,5 km (144-Stunden-Lauf)
- 852,52 km (168-Stunden-Lauf)
- 2340,146 km (720-Stunden-Lauf, Laufband)

## Erfolge
- Ultralauf Staatsmeister[6]
- Österreich-Rekord beim 6 Stundenlauf (85,517 km)[7]
- 100-km-Laufband-Alternativ-Weltrekordhalter, 07:15:08[8]
- Dreimal gestartet bei 100-km-Weltmeisterschaften: Torhout, Belgien; Winschoten, Niederlande; Seregno, Italien, Sveti Martin, Kroatien[9][10]
- 2014 Sieger Saharamarathon
- Weltrekord 7 Tage Laufband 2015 (852,46 km)[11]
- 2016 Staatsmeister über die 100 km (7:08:44)
- Radmarathon: Race Around Austria 2017 (2200 km, 30.000 Hm): Qualifikation für das Race Across America
- Am 19. Mai 2019 lief er weltweit erstmals einen Marathon in der verglasten Aussichtskanzel des Windrades Lichtenegg – 3125 Runden mit 13,5 m Länge unter stündlichem Richtungswechsel (4:21:37 h).[12][13][14]
- 25. Februar 2020, Platz 3 beim legendären Saharamarathon in Algerien[15]
- Am 21. März 2020 absolvierte er den längsten Lauf um einen Küchentisch mit 70 km – 6,35 m Rundkurs – mit ständigem Richtungswechsel (12:57:02 h)[16][17][18]
- 4. Juli 2020 stellte Predl einen neuen 12 Stundenlauf Österreich Rekord mit 151,230km in Bad Blumau auf[19]
- Von 23. Mai bis 26. Mai 2021 knackte Predl den 72 Stundenlauf Österreich Rekord und bewältigte die 3 Tage mit 454,1 km[20][21]
- Von 1. November bis 1. Dezember 2021 absolvierte Predl den längsten Laufbandlauf mit 2340 km in 30 Tagen[22]
- 2025 lief er einen Marathon auf zwei Muldenkippern in 5 Stunden und 53 Minuten – ein neuer Weltrekord.[23]